# Bollmühle

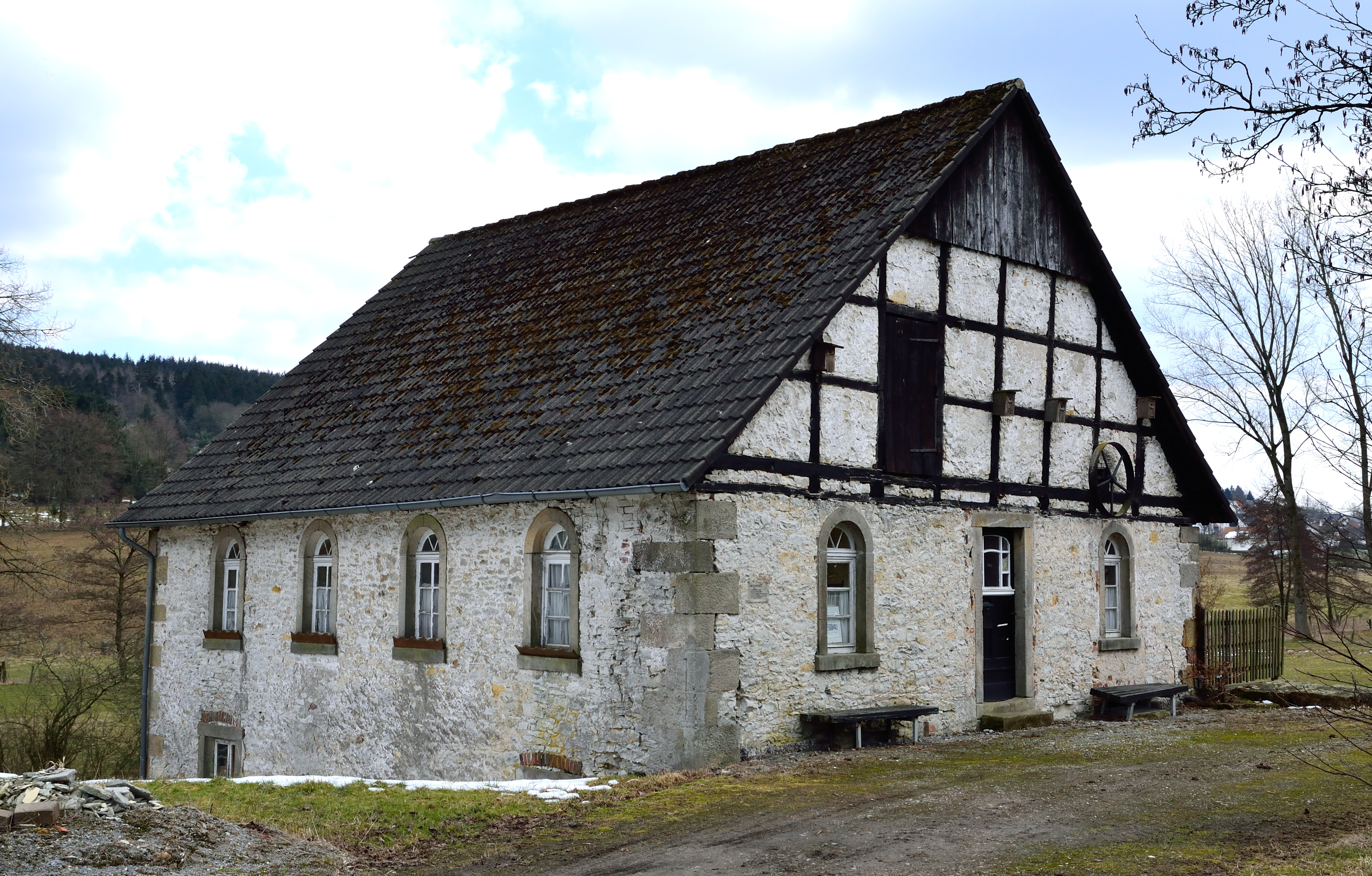
Bollmühle, 2013

Die Bollmühle ist eine ehemalige Wassermühle am Silberbach in Veldrom in Nordrhein-Westfalen. Das Gebäude ist als Baudenkmal seit dem 16. Juli 1998 unter dem Eintrag A 13.1 in der Denkmalliste der Stadt Horn-Bad Meinberg geführt.

## Geschichte
Die erste Mühle in Veldrom entstand im Jahr 1609 unter der Ägide des Grafen Simon VI. Noch vor der Inbetriebnahme wurde die Mühle jedoch ein Raub der Flammen. Der Brandstiftung beschuldigt wurde der Vogt zu Kempen, der in den Diensten des Paderborner Fürstbischofs stand.
Ein Neubau erfolgte etwas westlich davon in den Jahren 1663 bis 1665, der Mühlengraben entstand 1667. Pächter war der Müller Johann Jörgen Laue, der die Mühle 1713 an seinen Sohn Johann abgab. Dessen Nachfolger wurde 1761 Johann Daniel Reineken, es folgte der Müller Pollmann (1774). Einer seiner Nachkommen kaufte 1816 die Mühle samt Backhaus. Bis zu diesem Zeitpunkt mussten die Mühlendienste von den Bürgern Veldroms und Grevenhagens kostenlos geleistet werden, nach dem Verkauf blieben die Dienste auf die Veldrömer beschränkt.  Am 8. Oktober 1839 erwarb der Kolon Blanke die Bollmühle. Nach einem Brand im Jahre 1845 baute er sie wieder auf. Sein Neffe Adolf Schlüter plante zu Beginn des 20. Jahrhunderts den Bau einer Windmühle, die aber nie realisiert wurde. Letzter Müller war von 1950 bis 1958 dessen Sohn Werner, dann wurde der Betrieb eingestellt. Der 1975 angelegte Weg „An der Bollmühle“ führt durch den ehemaligen Mühlenteich. Ende der 1970er Jahre wurden rechts und links des Weges wieder kleinere Teiche angelegt.